# UFO nazisti

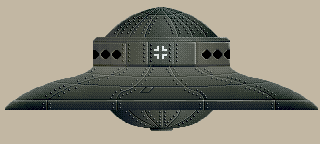
Rappresentazione artistica di un immaginario UFO del Terzo Reich

Gli UFO nazisti sono presunti aeromobili ad alta tecnologia o navi spaziali che sarebbero stati sviluppati dalla Germania nazista durante la seconda guerra mondiale e che scienziati nazisti avrebbero continuato a sviluppare nel dopoguerra. Le fonti sugli UFO nazisti si trovano in massima parte in opere di fantasia, malgrado alcuni di questi riferimenti siano presentati come veri.
I racconti sugli UFO nazisti sono di frequente collegati all'esoterismo nazista, visto come un'ideologia che ipotizza la possibilità di una restaurazione nazista grazie a mezzi soprannaturali o paranormali, ad esempio contatti con presunte entità extraterrestri.
Questi miti appaiono ispirati dall'effettivo sviluppo di velivoli a reazione da parte della Germania come l'Me 262 o l'Ho 229, di missili guidati o balistici come il V1 e il V2, la cui tecnologia in seguito avrebbe fornito la base per il programma missilistico e spaziale americano e sarebbe stato aggiunto dagli scienziati dell'Unione Sovietica alle loro già avanzate conoscenze in tale campo (la missilistica sovietica era infatti "in vantaggio" rispetto a quella americana, a causa del grande sviluppo del "cosmismo" e dell'opera di Ciolkovskij nella Russia tra il tramonto dello zarismo e i primi anni del regime bolscevico).

## Contesto storico
I racconti e i miti sugli UFO nazisti si conformano alla storia documentata nei seguenti episodi:
- La Germania nazista aveva rivendicato il territorio della Nuova Svevia (Antartide), inviandovi una spedizione nel 1938 e pianificandone altre.
- La Germania nazista condusse ricerche su una tecnologia di propulsione avanzata, che comprendeva la missilistica e il lavoro sulla turbina di Viktor Schauberger.
- Alcuni avvistamenti durante la seconda guerra mondiale di oggetti volanti di difficile identificazione sia in Europa sia sull'oceano Pacifico. In particolare si riteneva che quelli che in seguito furono chiamati foo fighter fossero aerei nemici.

## Prime affermazioni sugli UFO nazisti
Le prime idee sugli UFO nazisti possono essere rintracciate nella narrativa fantascientifica. Il romanzo per ragazzi di Robert A. Heinlein Razzo G.2 (Rocket Ship Galileo) del 1947 (proprio agli albori dell'ufologia) descrive una spedizione sulla Luna condotta da tre adolescenti americani che sono riusciti a costruire un mezzo spaziale aiutando il loro zio scienziato; giunti sul satellite, essi scoprono l'esistenza di una base lunare costruita dai nazisti, che sono in possesso di un'astronave molto avanzata e di numerose meraviglie tecnologiche. I ragazzi con lo zio riescono in qualche modo ad avere la meglio sui nazisti e a fare ritorno sulla Terra pilotando il vascello spaziale tedesco. Come si vede, la storia di Heinlein contiene già gli elementi basilari della leggenda degli UFO nazisti. Anche l'episodio della serie radiofonica della BBC Dimension X del 14 luglio 1950 intitolato The Man in the Moon, scritto da George Lefferts, riguarda una colonia tedesca sulla Luna, che viene scoperta indagando sul rapimento di alcuni scienziati.
Le prime affermazioni diverse dalla finzione letteraria sull'esistenza di dischi volanti nazisti comparvero in una serie di articoli a firma dell'esperto italiano di turbine Giuseppe Belluzzo, o riguardanti i suoi studi, pubblicati nel marzo del 1950, e furono prontamente smentite dall'Aeronautica Militare. L'ingegner Belluzzo parlava di alcuni aeromobili circolari che sarebbero stati studiati e progettati a partire dal 1942 contemporaneamente da Italia e Germania, dove se ne sarebbero interessati i rispettivi capi di Stato, precisando che si trattava dell'applicazione di tecnologie convenzionali che si stavano all'epoca completando in Italia, come la turbina a combustione interna e il turboreattore per aerei.
Una settimana dopo la pubblicazione degli articoli di Belluzzo, lo scienziato tedesco Rudolph Schriever sostenne di aver sviluppato dischi volanti durante il periodo nazista.
L'ingegnere aeronautico Roy Fedden notò come i soli aeromobili che potessero avvicinarsi alle capacità attribuite ai dischi volanti erano quelli progettati dai tedeschi sul finire della guerra. Fedden aggiunse inoltre che i tedeschi stavano lavorando a svariati progetti aeronautici piuttosto inusuali:
Fedden comunque non offrì mai ulteriori precisazioni al riguardo.
Il capitano Edward J. Ruppelt, a capo del Progetto Blue Book dell'aeronautica statunitense, rese nel 1956 la seguente dichiarazione: 
Dei prototipi di aereo con ala circolare furono effettivamente costruiti in Germania da Arthur Sack, il Sack AS-5 e Sack AS-6 (1944): per la loro forma, in volo avrebbero potuto ricordare un disco volante, ma in realtà si trattava di semplici aeroplani con ali in legno, con prestazioni assai modeste, e anche l'AS-6 faticava a volare.

## Affermazioni successive

### Libro di Pauwels e Bergier
Il mattino dei maghi, un libro del 1960 di Louis Pauwels e Jacques Bergier, faceva sensazionali affermazioni riguardanti la Vril Gesellschaft (Società del Vril) di Berlino. Il libro di Pauwels e Bergier fornì materiali per speculazioni successive sui collegamenti tra gli UFO e la società Vril, ad opera di autori quali Jan van Helsing, Norbert Jürgen-Ratthofer e Vladimir Terziski. Tra le altre asserzioni, notevole è quella che sostiene che la società del Vril avrebbe preso contatto con una razza aliena, dedicandosi alla costruzione di navi spaziali per raggiungerla. In tal modo, la società Vril avrebbe formato un consorzio con la società Thule e il Partito nazista per sviluppare una serie di prototipi di dischi volanti. Dopo la sconfitta nazista, la società del Vril si sarebbe rifugiata in una base nell'Antartico, sparendo successivamente.
Terziski, un ingegnere bulgaro autoproclamatosi presidente dell'Accademia Americana delle Scienze Dissidenti, sostiene che i tedeschi collaborarono con le potenze dell'Asse, il Giappone e l'Italia, nelle loro ricerche aeronautiche, e che avrebbero dato seguito alle ricerche anche dopo la guerra, dalla Nuova Svevia. Terzinski scrive che già nel 1942 i tedeschi sarebbero atterrati sulla Luna, fondandovi una base sotterranea. Quando i russi e gli americani atterrarono segretamente sulla Luna negli anni cinquanta, secondo Terziski, si fermarono in questa base, ancora operativa. Secondo Terzinski "sulla Luna vi è un'atmosfera, vi sono acqua e vegetazione". Questi fatti sarebbero stati nascosti dalla NASA per escludere i paesi del Terzo Mondo dall'esplorazione della Luna. Terziski è stato accusato di aver falsificato i video e le foto con i quali intendeva provare la veridicità delle proprie asserzioni.

### La trovata commerciale di Ernst Zündel
Quando Ernst Zündel, un tedesco negazionista dell'Olocausto, negli anni settanta creò l'editrice Samisdat, inizialmente si rivolse soprattutto alla comunità degli ufologi, che all'epoca era all'apice dell'accettazione pubblica. La sua casa editrice offriva soprattutto i libri dello stesso Zündel, nei quali egli sosteneva che i dischi volanti erano armi segrete lanciate da nazisti nascosti in una base sotterranea in Antartide, dalla quale speravano di conquistare il mondo. Zündel inoltre organizzò una sedicente spedizione per rintracciare la base sotterranea dei nazisti, vendendo dei pacchetti-viaggio (a 9999 dollari a persona). Intervistato in proposito, Zündel ammise in privato che l'iniziativa era una bufala volta a fare pubblicità alla casa editrice Samisdat. In seguito, Zündel avrebbe ritrattato queste sue affermazioni, sostenendo almeno fino al 2002 la veridicità delle proprie tesi.

### Il libro di Miguel Serrano
Nel 1978 il diplomatico cileno nonché simpatizzante nazista Miguel Serrano pubblicò Adolf Hitler, el último avatara. Nel libro Serrano sostiene che Adolf Hitler è un'incarnazione (avatar) di Kalki, e che quindi è in grado di comunicare con gli dèi dell'Iperborea in una base sotterranea nell'Antartide. Serrano predisse anche che Hitler si sarebbe posto alla guida di una flotta di UFO per fondare il quarto Reich.

## Filmografia
- Fascisti su Marte di Corrado Guzzanti e Igor Skofic (2006)
- L'invasione degli AstroNazi di Alberto Genovese (2009)[19][20]
- Iron Sky di Timo Vuorensola (2012)